# Rustam Emomali
Rustam Emomali, tadż. Рустам Эмомали, do 2007  Rustam Emomalijewicz Rahmonow, Рустам Эмомалиевич Раҳмонов (ur. 19 grudnia 1987 w Dangarze) – tadżycki polityk, od 12 stycznia 2017 roku burmistrz Duszanbe, od 17 kwietnia 2020 roku przewodniczący Zgromadzenia Narodowego Tadżykistanu, syn długoletniego autorytarnego prezydenta  Tadżykistanu Emomaliego Rahmona, typowany na jego prawdopodobnego następcę.